# やんさんま祭り
やんさんま祭り（やんさんままつり）は、富山県射水市加茂中部の下村加茂神社にて毎年5月4日に行われる流鏑馬行事である。3日には宵祭が5日には裏祭が行われる。

## 概要
京都賀茂神社から勧請された下村加茂神社創建当時から始められたと云われており、「やんさんま」とは流鏑馬が訛ったもので、京都上賀茂神社で行われている競馬会神事より伝わったものといわれる。また、「牛乗式」（牛つぶし）という全国でもここだけの神事が行われており、1967年（昭和42年）3月25日に富山県の無形民俗文化財に指定されている。なお2006年（平成18年）には、「とやまの文化財百選（とやまの祭り百選部門）」に選定されている。
2020年（令和2年）4月4日、新型コロナウイルス感染症の拡大を受け、関係諸団体はこの年の主な神事の中止。2021年（令和3年）も、拝殿での神事を除き主な神事は中止となる。

## 主な日程
3日の宵祭りには、宵祭走馬の儀、宵祭の祭式、宵祭九遍式、宵祭流鏑馬の儀の順に行われ、獅子舞の舞始祭も行われていたが、現在は宵祭走馬の儀と宵祭流鏑馬の儀が略式で行われている。
4日の本祭は、朝8時より悪魔祓いの獅子舞の舞いから始まり、神馬・走馬の儀、御戸開きの儀、神幸式、神馬式、御旅所の儀、牛乗式と続く。その後も還御、例祭式、九遍式と続き最後に流鏑馬式が行われる。
5日の裏祭は、午後2時頃より舞納祭（獅子舞）、例祭成就報賽祭が執行され、すべての諸行事が終了となる。

## 牛乗式（牛つぶし）
鞍を載せた1頭の牡牛に、兜に甲冑を纏って赤面の大鼻の面を被り、王鼻（田の神）となった若者が乗る儀式である。神の依代は、兜の中天に挿した和紙でできた牡丹の花である。手には1丈3尺（約3.94メートル）の弓を持ち、背中には矢を背負って境内に入ると、「天下泰平」「五穀成就」を祈願して拝殿の屋根（北方）に向け、一矢を放つ。その後神幸御順路へ入ると境内の御旅所付近を3周し、次いで多くの若衆が牛に駆け寄って押さえつける。牛は嫌がって暴れるが、多くの若衆が交代で押えつけるため、やがて疲労して地面に押し付けられ、座り込まされてしまうというものである。この神事は田の神が乗った牛を座らせて留め置き、この地の五穀豊穣をいつまでも願うと共に、雨乞い行事も併せて行われているとも伝えられている。

## 流鏑馬式
3人の馬乗役は、紅白の御幣を中天に付けた荒目に編んだ龍笠に白紙の紙垂を着け、紫縮緬の鉢巻、緋羅紗の襦袢に白縮緬で襷掛けをし、黒天鵞絨（ベルベット）の丸帯に乗馬袴、手には黒の手覆いに足先には白足袋姿で馬にまたがる。
3人の馬乗役は拝殿西側から次々と杉並木の参道を駆け抜け、参道内の杉の木に設けられた高さ約5メートルにある大的に向け、それぞれ3回ずつ矢を射る。牛乗式及び流鏑馬式で放たれた矢は観客たちが奪い合うように拾い、五穀豊穣や家内繁栄などを祈って「除魔招福」の霊符として家に持ち帰り、神棚に供える。

## 獅子舞
獅子舞は小さな獅子頭を紋付・袴姿の氏子代表が頭上に掲げ、厳かに歩いて進むものである。なお2005年（平成17年）には、「とやまの文化財百選（とやまの獅子舞百選部門）」に選定されている。
- 形状: 箱獅子
- 分類: 行道獅子

## 下村馬事公園
下村加茂神社に隣接して1986年（昭和61年）に、祭礼で行われる流鏑馬用の馬の飼育と練習場として整備された。また放牧場が公園から約200m離れた場所にある。